# Iva Frühlingová
Iva Frühlingová (* 11. května 1982 Litvínov) je světová topmodelka, francouzská a česká zpěvačka zpívající převážně francouzsky, spisovatelka a moderátorka.

## Život
Narodila se roku 1982 v Litvínově do rodiny otce pracujícího v chemických závodech a rehabilitační pracovnice. Její děd se narodil ve Francii, kterou poprvé navštívila ve 14 letech díky konkurzu francouzské modelingové agentury. Má starší sestru, která žije v USA.[zdroj?]
V 16 letech se stala členkou kapely Turn Over. Poté se Iva se svojí demonahrávkou dostala do rukou francouzských producentů Michéla Eliho a Thierryho Saida. Díky nim v 19 letech podepsala smlouvu na 4 desky s vydavatelstvím Virgin records. Ve 20 letech jí vyšel první singl Oú tu veux, quand tu veux (Kde chceš, kdy chceš), následovala její první deska Litvínov. Její singly se ocitly na prvních příčkách hitparád, nazpívala duet s Jeanem-Luisem Aubertem v Olympii v Paříži, stala se předskokankou začínajícího Raphaela i Benjamina Bioleho. Hostovala také na jeho desce Negativ, kde spolu nazpívali duet „Chaise a Tokyo“. V roce 2003 vyhrála cenu Talent roku ve francouzském rádiu France Bleu. Druhý singl z alba Litvínov byla píseň „La muerte“, která se prosadila hlavně v Belgii. Třetí singl z této desky oficiálně nevyšel, i když se objevily spekulace, že to měla být píseň „J’ai eu tort“ a dokonce k němu bylo natočené video.[zdroj?]
V roce 2004 vydala debutové album Litvínov v České republice. Za prodej desky získala zlatou i platinovou desku. Dne 17. prosince 2004 jej pokřtila v pražském Paláci Akropolis. Kmotrem se stal hudebník Jan P. Muchow. Několik písní bylo použito na soundtrack k filmu Román pro ženy.[zdroj?]
Se skupinou Kryštof nazpívala píseň „Pan Sen“, která se objevila na desce Mikrokosmos. Při této příležitosti se seznámila s Richardem Krajčem, svým budoucím manželem. Hostování na desce Mikrokosmos nebylo její jediné spojení s českými interprety; byla hostem koncertního turné Anny K a v roce 2005 nazpívala s Meky Žbirkou duet „Někdy stačí dát jen dech“. Tato píseň je dodnes[kdy?] ústřední písní televizního seriálu Ordinace v růžové zahradě.[zdroj?]
Na podzim roku 2005 vydala svoji druhou desku nesoucí název Baby Doll. Tato deska nebyla natočena ve Francii, ale na Slovensku. Díky ní se ještě více dostala do povědomí Čechů a album jí vyneslo nominaci Objev roku 2005 v soutěži Český slavík. V lednu 2006 byla v soutěži Anděl Allianz 2005 nominována na zpěvačku roku. Na jaře roku 2006 vyrazila na první koncertní turné a kluby byly vyprodané. V témže roce získala v soutěži Český slavík cenu Skokan roku. Prvním singlem z desky Baby Doll byla píseň „A part“ (Rozděleni). Druhým singlem byla poprvé česky zpívaná píseň s názvem „Věřím“. V soutěži Anděl Allianz 2006 se její stránky www.ivaf.cz staly webem roku.
V březnu 2007 se umístila na 2. místě v kategorii Zpěvačka roku v anketě Žebřík 2006. Na konci roku 2007 vydala svoji třetí desku s názvem Strip Twist; toto album natočila opět ve Francii. Prvním singlem z tohoto alba se stala píseň „Waterbed“, druhým singlem skladba „Struny“ a také píseň La Chanson de Pierre se světoznámým hercem Pierrem Richardem.[zdroj?]
V lednu roku 2008 se zúčastnila českého kola soutěže Eurovize, v němž vystoupila s písní „Partit et revenir“. V tomto období si zahrála vedlejší roli v pohádkách Fredy a zlatovláska a Tři životy. V roce postoupila do 3. kola soutěže StarDance …když hvězdy tančí, kde tančila s Michalem Kostovčíkem.[zdroj?]
V roce 2009 začala zpívat ve skupině NO PAN!C společně s Václavem Polanským a Petrem Boškou. Ve stejném roce vydala knihu Příběhy modelek. Poté napsala knihu povídek s názvem Příběhy ze showbyznysu, která byla vydána o rok později. V roce 2017 jí vyšla další kniha s názvem Terapie v noci.[zdroj?]
V roce 2010 vydala výběr hitů pod názvem Retrospektive obsahující i jednu novou píseň s názvem „Entrange entrangere“. V roce 2012 začala psát krátké články pro internetovou verzi časopisu Elle a také psala články a rozhovory pro tištěný časopis Prague Exclusive.[zdroj?]
Roku 2013 vydala čtvrté studiové album Chic a Paris, které nahrávala ve Francii. Vizual desky vznikl ve spolupráci s českou Elle a francouzskou oděvní značkou Chanel.[zdroj?]
Svoji roli dostala i ve televizním filmu Filipa Renče Vetřelci a lovci: Krutá nevěra (2011). Kromě účinkovaní v různých televizních pořadech jako jsou hudební, talkshow a galavečerů, spolumoderovala pořad televizní stanice Prima Cool Applikace (2015), kde se svým kolegou Mikolášem Tučkem popisovala novinky ze světa mobilní aplikací.[zdroj?]
V roce 2021 spolupracovala s DJ Roxtarem na nových singlech „Tik Ťak“ a „Moralisté“, dále pak „Jenom mezi máma“ (se synem Adamem). V témže roce vznikl pořad IF na radiu Expres.fm, kde Iva moderuje dodnes[kdy?].[zdroj?]
Žije v Praze s manželem Janem, pilotem a podnikatelem, mají spolu syna Adama.[zdroj?]

## Diskografie

### Alba
- Litvínov (2003)
- Baby Doll (2005)
- Strip Twist (2007)
- Doma nejlíp s No Pan!c (2010)
- Retrospektive BEST OF (2010)
- Chic á Paris (2013)

### Singly
- Où tu veux, quand tu veux (Litvínov)
- La Muerte (Litvínov)
- J'ai eu tort (Litvínov)
- À part (Baby Doll)
- Věřím (Baby Doll)
- Waterbed (Strip Twist)
- La Chanson De Pierre (Strip Twist) – singl byl nazpíván s francouzským hercem Pierrem Richardem
- Neřeším (Doma nejlíp)
- Hey Hey Hey (Chic a Paris)
- Tik ťak (2021 / DJ ROXTAR)
- Moralisté (2021 / DJ ROXTAR)
- JENOM MEZI MÁMA (se synem Adamem)